# Bundesregierung Schuschnigg II
Die österreichische Bundesregierung Schuschnigg II war ab dem 14. Mai 1936 bis 4. November 1936 im Amt. Regierungschef war Kurt Schuschnigg (siehe Ständestaat (Österreich)).
Eigentlicher Auslöser für die Bildung der Bundesregierung Schuschnigg II war ein Glückwunschtelegramm Vizekanzler Starhembergs an Benito Mussolini am 12. Mai 1936 anlässlich der Eroberung der äthiopischen Hauptstadt Addis Abeba. Die internationale Kritik daran war der Anlass zu dessen Entmachtung durch Schuschnigg. Dabei hielt er gegenüber Mussolini an den Römer Protokollen ausdrücklich fest.
Die Regierung hatte keinen langen Bestand. Nach einer Erweiterung des Kabinetts als Folge des Juliabkommens – Guido Schmidt wurde mit 11. Juli zum Staatssekretär für Auswärtige Angelegenheiten, der Nationalsozialist Edmund Glaise-Horstenau als Vertreter der „nationalen Opposition“ zum Minister ohne Portefeuille ernannt – kam es bereits im November 1936 zur Bildung der Bundesregierung Schuschnigg III.
| Bundesminister                                                                                          | Amtsinhaber                                                           | Partei                |
| --- | --------------------------------------------------------------------- | --------------------- |
| Bundeskanzler                                                                                           | Kurt Schuschnigg                                                      | VF                    |
| Vizekanzler                                                                                             | Eduard Baar-Baarenfels                                                | VF                    |
| Bundeskanzleramt                                                                                        | Staatssekretär: Guido Zernatto                                        | VF                    |
| Bundesminister für die auswärtigen Angelegenheiten                                                      | Kurt Schuschnigg Staatssekretär: Guido Schmidt (ab dem 11. Juli 1936) | VF VF                 |
| Bundesminister für Inneres mit der sachlichen Leitung der Angelegenheiten des Sicherheitswesens betraut | Eduard Baar-Baarenfels                                                | VF                    |
| Bundesminister für Justiz                                                                               | Hans Hammerstein-Equord                                               | VF                    |
| Bundesminister für Unterricht                                                                           | Hans Pernter                                                          | VF                    |
| Bundesminister für soziale Verwaltung                                                                   | Josef Resch                                                           | parteilos             |
| Bundesminister für Finanzen                                                                             | Ludwig Draxler                                                        | VF                    |
| Bundesminister für Land- und Forstwirtschaft                                                            | Peter Mandorfer                                                       | VF                    |
| Bundesminister für Handel und Verkehr                                                                   | Fritz Stockinger                                                      | VF                    |
| Bundesminister für Landesverteidigung                                                                   | Kurt Schuschnigg Staatssekretär: Wilhelm Zehner                       | VF VF                 |
| Minister ohne Portefeuille                                                                              | Edmund Glaise-Horstenau (nach dem Juliabkommen am 11. Juli 1936)      | VF (eigentlich NSDAP) |